# إيفان شاندلير
إيفان شاندلير (بالإنجليزية: Evan Chandler)‏ هو كاتب سيناريو وطبيب أسنان أمريكي، ولد في 25 يناير 1944 في ذا برونكس في الولايات المتحدة، وتوفي في 5 نوفمبر 2009 في جيرسي سيتي في الولايات المتحدة.

## وصلات خارجية
- إيفان شاندلير على موقع IMDb (الإنجليزية)
- إيفان شاندلير على موقع قاعدة بيانات الفيلم (الإنجليزية)